# Atemnora westermannii
Atemnora westermannii är en fjärilsart som beskrevs av Jean Baptiste Boisduval 1875. Atemnora westermannii ingår i släktet Atemnora och familjen svärmare. Inga underarter finns listade i Catalogue of Life.